# Colin Morgan

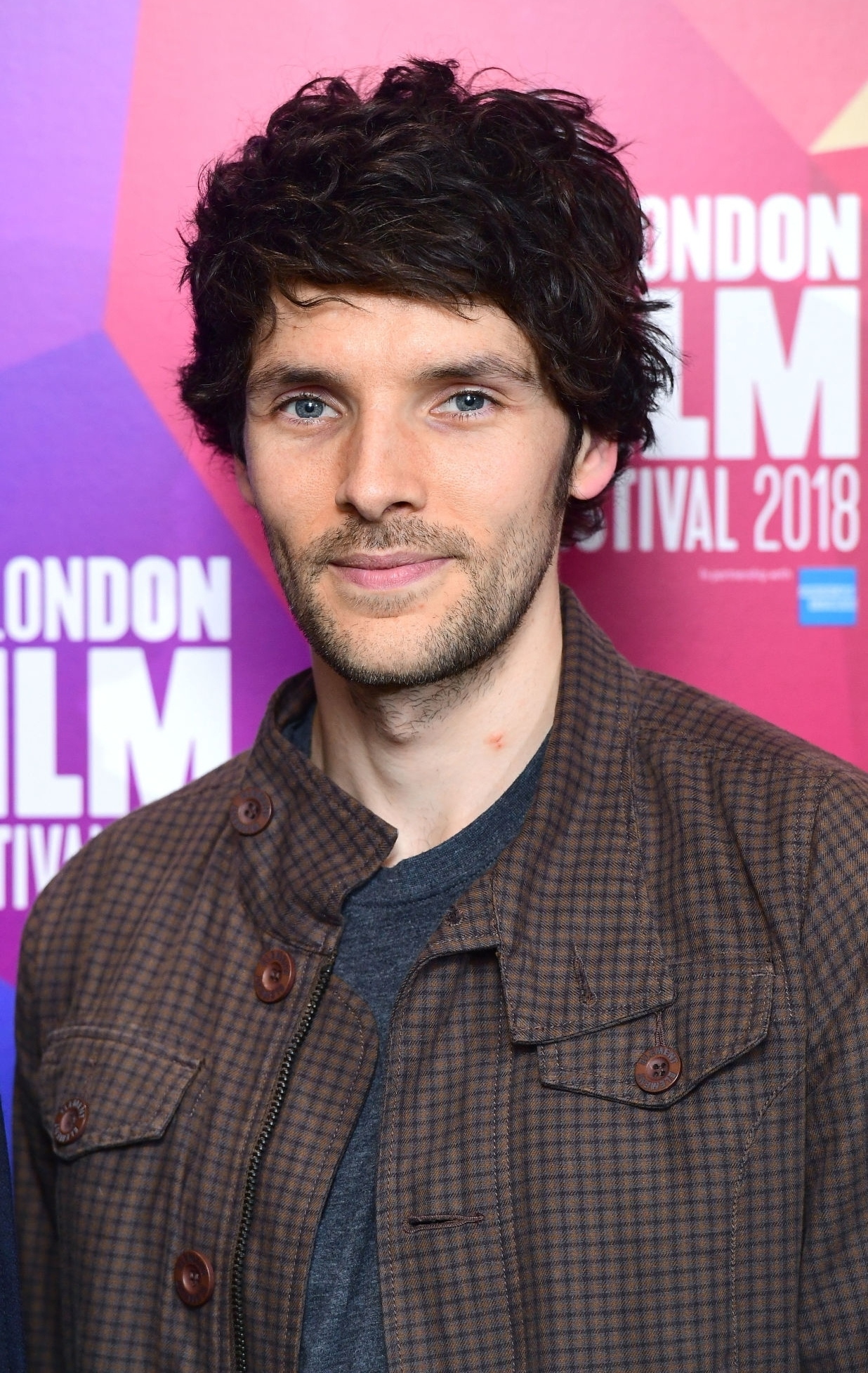
Colin Morgan (2018)

Colin Morgan (* 1. Januar 1986 in Armagh, Nordirland) ist ein Schauspieler aus dem Vereinigten Königreich.

## Leben
Morgan besuchte die Royal Scottish Academy of Music and Drama, wo er 2007 seinen Abschluss machte.
Danach trat er 2007 am Old Vic Theatre auf und spielte in der Adaption von Pedro Almodóvars Alles über meine Mutter die Rolle des Esteban. Des Weiteren spielte er am Young Vic Theatre die Titelrolle in der Adaption von DBC Pierres Jesus von Texas und trat 2008 in dem Theaterstück A Prayer for My Daughter des Dramatikers Thomas Babe auf.
Morgan spielte verschiedene Nebenrollen in diversen Fernsehserien, unter anderem 2007 in The Catherine Tate Show oder 2008 in Doctor Who, bevor er schließlich 2008 mit der Rolle des Merlin in der gleichnamigen Serie seine erste Hauptrolle erhielt. 2010 wirkte er in Island, der Verfilmung eines Buches von Jane Rogers, mit. Seit 2015 ist er in der Serie Humans zu sehen. Zudem spielte er in den Jahren 2014 bis 2016 in The Fall – Tod in Belfast mit.

## Filmografie

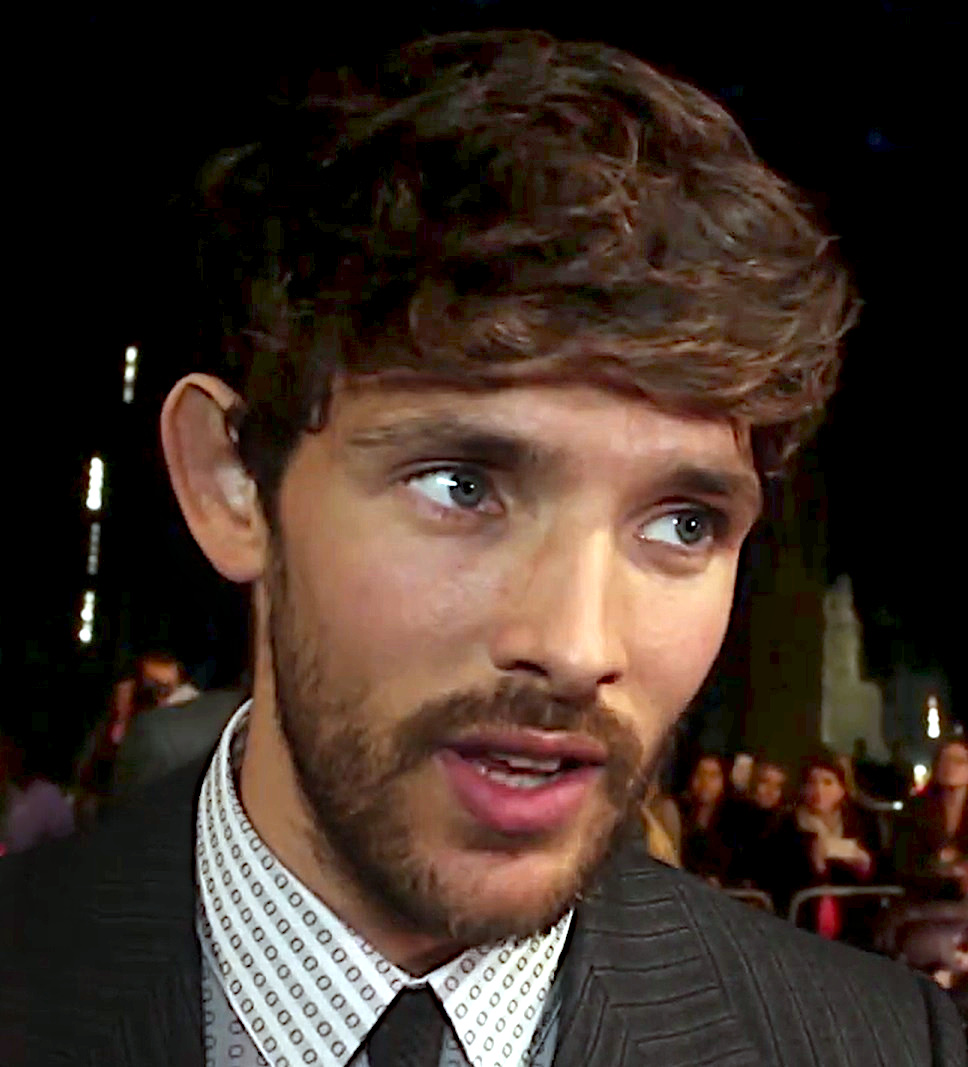
Morgan im Jahr 2014

- 2007, 2009: The Catherine Tate Show (Fernsehserie, zwei Episoden)
- 2008: Doctor Who (Fernsehserie, Episode 4x10)
- 2008–2012: Merlin – Die neuen Abenteuer (Merlin, Fernsehserie, 65 Episoden)
- 2010: Parked – Gestrandet (Parked)
- 2011: Island
- 2014: Der Pathologe – Mörderisches Dublin (Quirke, Fernsehserie, Episode 1x03)
- 2014: Testament of Youth
- 2014–2016: The Fall – Tod in Belfast (The Fall, Fernsehserie, neun Episoden)
- 2015–2018: Humans (Fernsehserie)
- 2015: Legend
- 2016: The Huntsman & The Ice Queen (The Huntsman: Winter’s War)
- 2016: The Living and the Dead (Fernsehserie, sechs Episoden)
- 2017: Waiting For You
- 2018: Benjamin
- 2018: The Happy Prince
- 2019: The Crown (Fernsehserie)
- 2021: Belfast
- 2022: Corsage
- 2025: Sandman (The Sandman, Fernsehserie, Episode 2x12)

## Auszeichnungen
| Jahr | Auszeichnung                   | Kategorie                 | Rolle                                  | Resultat  |
| ---- | ------------------------------ | ------------------------- | -------------------------------------- | --------- |
| 2008 | Variety Club Showbiz Awards    | Outstanding Newcomer      | Merlin in Merlin – Die neuen Abenteuer | Gewonnen  |
| 2009 | Monte Carlo TV Festival Awards | Outstanding Actor (Drama) | Merlin in Merlin – Die neuen Abenteuer | Nominiert |
| 2010 | Monte Carlo TV Festival Awards | Outstanding Actor (Drama) | Merlin in Merlin – Die neuen Abenteuer | Nominiert |
| 2011 | Monte Carlo TV Festival Awards | Outstanding Actor (Drama) | Merlin in Merlin – Die neuen Abenteuer | Nominiert |
| 2012 | Virgin Media TV Awards         | Best Actor                | Merlin in Merlin – Die neuen Abenteuer | Gewonnen  |
| 2013 | National Television Awards     | Drama Performance: Male   | Merlin in Merlin – Die neuen Abenteuer | Gewonnen  |